# JBIG
JBIG은 ISO/IEC 표준 11544, 그리고 ITU-T 권고안 T.82번으로 표준화된 무손실 이미지 압축 표준이다. Joint Bi-level Image Experts Group이 표준화하였다. 현재는 새로운 2값 이미지(다시 말해, 흑백 화상) 압축 표준인 JBIG2가 나와 있으며, 기존의 JBIG은 JBIG1이라고 불린다. JBIG은 이진 이미지, 특히 팩시밀리 이미지를 압축하기 위해 개발되었다. 하지만 다른 용도로도 쓰였다. 그룹 4 (팩스) 표준보다 20% 내지 50%의 향상된 압축률을 보여주었다. 특수한 상황에서는 30배의 압축률 향상을 보여주었다.
1993년 규격화되었다.
JBIG은 IBM이 특허를 낸 일종의 산술 부호화 방식을 사용하고 있다. 이 방식은 Q-코더(Q-coder)라고 명명되어 있다. 이 방식은 바로 앞쪽의 비트(bit)나 그림의 앞 줄의 비트(bit)를 가지고 따지는 확률 계산에 기반하고 있다. 스캐닝 순서에 따라서 압축이나 압축풀기 동작이 일어나야 하므로 뒤쪽의 비트는 압축에 참조(reference)하지 않는다. 약간의 오버헤드(5%)를 추가하면 순차적 전송 기능을 지원해 준다.

## 같이 보기
- JBIG2